# Phonogrammarchiv der Österreichischen Akademie der Wissenschaften
Das Phonogrammarchiv der Österreichischen Akademie der Wissenschaften (PhA) ist eine Institution der Österreichischen Akademie der Wissenschaften mit Sitz in Wien. Es wurde am 27. April 1899 als wissenschaftliches Schallarchiv gegründet und ist das älteste audiovisuelle Archiv der Welt.
Die wissenschaftliche Ausrichtung und die Arbeitsweise des PhA hat seit seiner Gründung international Aufmerksamkeit erregt und so sind zahlreiche Schallarchive entstanden, die nach dem Muster des PhA angelegt wurden oder zu deren Einrichtung das PhA beratend beigetragen hat.
1999 wurden die Historischen Bestände (1899–1950) des Phonogrammarchivs (Stimmporträts, ethnologische Sammlungen Pöch, Dirr, Trebitsch, Idelsohn u. a.) in das Weltregister Memory of the World der UNESCO  (Weltdokumentenerbe) aufgenommen.
Die aus der Pflege der Sammlung erwachsene Kompetenz im Umgang mit historischen Tonträgern, ihrer Konservierung, Digitalisierung und Langzeiterhaltung, machte das PhA in den letzten Jahrzehnten auch zu einem anerkannten Spezialinstitut für das Abspielen historischer bzw. beschädigter Tonträger, neuerdings auch bereits obsolet gewordener Videoformate, und brachte dem Phonogrammarchiv 2007 die höchste internationale Auszeichnung auf dem Gebiet der Dokumentenbewahrung, den Jikji-Preis der UNESCO, ein.
Seit Beginn der Aufnahme- und Sammeltätigkeit des PhA sind daher auch laufend zahlreiche Publikationen erschienen, die Teile der Sammlungen bzw. vielfältige Forschungsergebnisse zu den Ton- und Videodokumenten und ihrem Kontext vorstellen.

## Aufgabenbereiche
Die zentralen Aufgaben des 1899 gegründeten Phonogrammarchivs (PhA) bestehen in der Herstellung, Sammlung, Erschließung, langfristigen Bewahrung und einer damit zu erzielenden, dauernden Verfügbarkeit von wissenschaftlichen Schall- und Videoaufnahmen aller Disziplinen und ohne regionale Einschränkungen. Besonderes Augenmerk wird auf die quellenkritische Erschließung und Annotation der archivierten Aufnahmen gelegt, wodurch jener Mehrwert geschaffen wird, der eine weitere und möglichst vielfältige Auswertung gestattet.
Das PhA vermehrt seine Bestände durch die methodische und technische Unterstützung von Forschungsprojekten, durch die Übernahme von Sammlungen österreichischer Forscher sowie durch eigene Forschungsprojekte, die in inhaltlicher und methodischer Hinsicht Neuland betreten.
Seit jeher werden methodische und technische Entwicklungen zur Aufnahme, Wiedergabe und Speicherung von Audio- und Videoaufnahmen vorangetrieben, die sich heute insbesondere in einer Spezialisierung auf die Spielbarmachung, Übertragung und Digitalisierung historischer Tonträger äußert.
Die Verfügbarkeit der Sammlungen wird durch Publikationen und spezifische Editionsreihen (z. B. jene der historischen Bestände 1899–1950) befördert.
Die Tätigkeiten des PhA zeichnen sich somit durch ein Ineinandergreifen der verschiedensten Arbeitsbereiche aus, was sich in der interdisziplinären Zusammensetzung seines Teams (Afrikawissenschaften, Geschichte, Musikwissenschaft, Musikethnologie, Kultur- und Sozialanthropologie, Linguistik, Audio- und Videotechnik sowie IT) niederschlägt.
Analog zu den bezeichneten Aufgabenbereichen ist das Phonogrammarchiv sowohl ein Forschungsinstitut als auch ein den Wissenschaften im Konkreten und dem regionalen wie globalen öffentlichen Interesse im Allgemeinen verpflichtetes Archiv, das wesentlich zur Dokumentation und Erhaltung des kulturellen Erbes beiträgt.

## Geschichte
Als Gründung des Phonogrammarchivs gilt die Einsetzung der Phonogramm-Archiv-Kommission durch die Kaiserliche Akademie der Wissenschaften am 27. April 1899. An der Gründung beteiligt waren unter anderem der Physiologe Siegmund Exner-Ewarten, der auch der erste Obmann der Phonogrammarchivs-Kommission wurde.
Mit der Einrichtung des Phonogrammarchivs (PhA) 1899 verfolgte die damals kaiserliche Akademie der Wissenschaften in Wien die Absicht, die neue Technik der Tonaufzeichnung für die Wissenschaft nutzbar zu machen. Es sollte also mit der Herstellung und dem Sammeln von Tonaufnahmen die Erforschung der verschiedensten Sprachen, Dialekte und musikalischen Traditionen gefördert wenn nicht sogar erst ermöglicht werden.
Zudem erblickte man in der Aufnahme bedeutender Persönlichkeiten, den „Stimmporträts“, eine wesentliche Ergänzung der Dokumentation um den Aspekt der akustischen Dimension. Schon in den ersten Zeiten wurde dieses ursprüngliche Arbeitsprogramm auf Aufnahmen aus den Bereichen der Zoologie und Medizin sowie auf Klanglandschaften ausgedehnt.
Zunächst stand jedoch die Bewältigung des Problems einer möglichst verlustfreien Duplizierung und Langzeitsicherung der Schallaufnahmen für den späteren Gebrauch im Vordergrund, welches durch die Konstruktion eines speziellen Archiv-Phonographen gelöst wurde: dieser wandte Thomas Alva Edisons Aufzeichnungstechnik an, schrieb jedoch auf Wachsplatten, von denen dann in einem galvanoplastischen Verfahren Metallmatrizen angefertigt wurden.
Vom Archiv-Phonographen wurden mehrere und immer leichtere Versionen konstruiert, bis ab 1927 die Grammophontechnik auch im PhA Einzug hielt.
Sie wurde 1951 von der Aufzeichnung auf Magnetband abgelöst, doch es dauerte noch bis 1958, bis im PhA auch tragbare Tonbandgeräte für die Feldforschung zur Verfügung standen. 1985 wurden die ersten digitalen Aufnahmen gemacht, und mit der Einführung von R-DAT-Geräten 1990 etablierte sich das digitale Format endgültig. 2002 beschloss die ÖAW die Erweiterung des Phonogrammarchivs um eine Videoabteilung, die nach den Prinzipien des Audiobereichs arbeitet.
Das Phonogrammarchiv sammelte seit seiner Gründung gemäß seiner Bestimmung durch die Akademie sowohl Sprachaufnahmen (Stimmportraits) als auch Musikstücke. Man legt besonderen Wert auf eine umfangreiche Dokumentation. Jede Aufnahme wird in der Regel durch ein ausführliches Protokoll ergänzt, das unter anderem Informationen über die aufgenommenen Personen, die Begleitumstände der Aufnahme sowie technische Angaben enthält.
Ein Hauptaugenmerk scheint anfangs auf außereuropäischen Sammlungen gelegen zu haben, obwohl Österreich keine Kolonien hatte. Österreichische Volksmusik ist zumindest nicht der einzige Sammlungsschwerpunkt. So kam es u. a. zu folgenden frühen Sammlungen:
- der Botaniker Richard Wettstein macht 1901 Aufnahmen bei den Guarani
- der Meteorologe Felix Maria von Exner-Ewarten, Sohn des ersten Obmanns der Phonogrammarchiv-Kommission Siegmund Exner-Ewarten, machte 1904–05 Aufnahmen in Indien
- der Arzt und Anthropologe Rudolf Pöch machte Aufnahmen 1904–06 in Neuguinea und 1908 bei den damals als Buschmännern bezeichneten Khoisan in der Kalahari
- ferner nahmen 1909 der Sprachforscher und Ethnologe Adolf Dirr im Kaukasus sowie der Sprachforscher (Finno-Ugrist) Gustaf John Ramstedt (1873–1950) und der Missionar Pater Joseph van Oost in der Mongolei auf, im gleichen Jahr machte der Kantor und Musikforscher Abraham Zvi Idelsohn Aufnahmen hebräischer liturgischer Gesänge
- von Rudolf Trebitsch stammen Aufnahmen aus Grönland (1906), von den keltischen Minoritäten Europas (1907–1909), den Basken (1913)

Ein weiterer Kern der frühen Bestände ist die Sammlung Stimmporträts, der von der Österreichischen Mediathek (gegründet 1960) fortgeführt wird. Hierunter sind die bekannten Aufnahmen etwa von Kaiser Franz Joseph.
Die Gründung des Phonogrammarchivs fällt zeitlich mit dem Beginn der Vergleichenden Musikwissenschaft in Österreich zusammen. 1886 hatte Richard Wallaschek Ästhetik und Tonkunst veröffentlicht und war anschließend nach London gegangen, wo er sich mit verschiedenen musikalischen Problemen beschäftigte. Dort veröffentlichte er 1893 Primitive Music.
In Österreich wurde Eduard Hanslick 1856 habilitiert. Er war seit 1861 außerordentlicher und seit 1870 ordentlicher Professor. Im Jahr 1895 wurde Hanslick emeritiert, seinen Lehrstuhl übernahm Guido Adler, der 1882 mit einer Studie zur Harmonie an der Universität Wien habilitiert wurde. Wallaschek kehrte nach Wien zurück und wurde dort 1896 im Fach Musikwissenschaft (Musikästhetik) habilitiert, also auf dem Gebiet Hanslicks. Dieses Jahr gilt deswegen auch als der Beginn der Vergleichenden Musikwissenschaft in Österreich.
Von Anfang an wurde auf eine möglichst detaillierte technische und inhaltliche Beschreibung und Annotierung der Aufnahmen Wert gelegt, um ihre weitere Auswertung zu gewährleisten.